# Lasioglossum flavopunctatum
Lasioglossum flavopunctatum is een vliesvleugelig insect uit de familie Halictidae. De wetenschappelijke naam van de soort is voor het eerst geldig gepubliceerd in 1924 door Friese.